# Carolyn Parkerová
Carolyn Beatrice Parkerová, nepřechýleně Parker, (18. listopadu 1917 – 17. března 1966), byla fyzička, která v letech 1943–1947 pracovala na Daytonském projektu zameřeném na výzkum a výrobu polonia, který byl součástí projektu Manhattan. Byla jednou z mála afroamerických vědeckých pracovnic podílejících se na tomto projektu. Později se stala odbornou asistentkou fyziky na Fisk University.
Parkerová získala dva magisterské tituly, jeden v matematice na Michiganské univerzitě v roce 1941 a jeden v roce 1951 ve fyzice na Massachusetts Institute of Technology (MIT). Doktorát z fyziky na MIT nedokončila kvůli předčasnému úmrtí na leukémii, které podlehla ve 48 letech. Stala se první Afroameričankou, která získala postgraduální titul ve fyzice.

## Dětství a vzdělání
Carolyn Beatrice Parker se narodila v Gainesville na Floridě 18. listopadu 1917. Její otec, Julius A. Parker, byl úspěšný lékař a lékárník, který vystudoval Meharry Medical College, první jižanskou lékařskou školu pro Afroameričany. Její matka byla Della Ella Murrell Parker. Sestřenice Carolyn Parker z matčiny strany Joan Murrell Owens byla mořská bioložka, jedna z prvních Afroameričanek, které získaly doktorát z geologie.
Parker pocházela ze šesti dětí a všechny až na jedno získaly tituly z přírodních věd nebo matematiky. Mary Parker Miller získala magisterský titul v matematice na Newyorské univerzitě, Juanita Parker Wynter měla bakalářský titul v matematice a chemii a magisterský titul také z Newyorské univerzity, Julie Leslie Parker získala bakalářský titul v matematice na Fisk University a magisterský titul v lékařské technologii na Meharry Medical College a Julius Parker Jr. obdržel magisterský titul v oboru chemie na Michiganské univerzitě. Šestý sourozenec, Martha Parker, vystudovala sociální vědy a získala magisterský titul na Temple University.
Carolyn Parker získala v roce 1938 bakalářský titul na Fisk University a magisterský titul v matematice na Michiganské univerzitě v roce 1941. Další studia absolvovala v letech 1946 – 1947 na Ohio State University. V roce 1951 získala magisterský titul ve fyzice na Massachusetts Institute of Technology (MIT). Podle informací od rodiny dokončila dizertační práci pro doktorát z fyziky na MIT kolem roku 1952 nebo 1953, ale zemřela na leukémii dříve, než mohla tuto práci obhájit. Leukémii zřejmě způsobila nadměrná radiace. Parker se stala první Afroameričankou, která získala postgraduální titul ve fyzice.

## Profesní kariéra
V letech 1939 – 1943 Parker vyučovala fyziku a matematiku na různých školách na Floridě a ve Virginii. Od roku 1943 do roku 1947 pracovala jako fyzička ve výzkumném projektu na letecké základně Wright-Patterson v Daytonu, Ohio (Daytonský projekt). Tento projekt byl součástí Manhattanského projektu pro vývoj atomových zbraní za druhé světové války. Společnost Monsanto Chemical Company prováděla přísně tajný výzkum využití polonia při spuštění atomového výbuchu.
V roce 1947 se Parker stala odbornou asistentkou fyziky na Fisk University v Tennessee.

## Osobní život
Parker zemřela na leukémii a její rodina je přesvědčena, že nemoc byla způsobena nadměrným zářením, kterému byla Parker při své práci vystavena. V roce 2000 kompenzační program pro nemoci z povolání zaměstnanců v energetice zařadil leukémii mezi kompenzovatelná onemocnění pro pracovníky Daytonského projektu.
Carolyn Parker zemřela v Gainesville na Floridě 17. března 1966 ve věku 48 let.